# گورهای توده سنگی کوه جقه
گورهای توده سنگی کوه جقه مربوط به دوره ساسانیان است و در شهرستان قیروکارزین، بخش افزر، دهستان افزر، منطقه سرافزر، کوه جقه واقع شده و با شمارهٔ ثبت ۲۶۶۶۰ به‌عنوان یکی از آثار ملی ایران به ثبت رسیده است.